# Перегретая вода

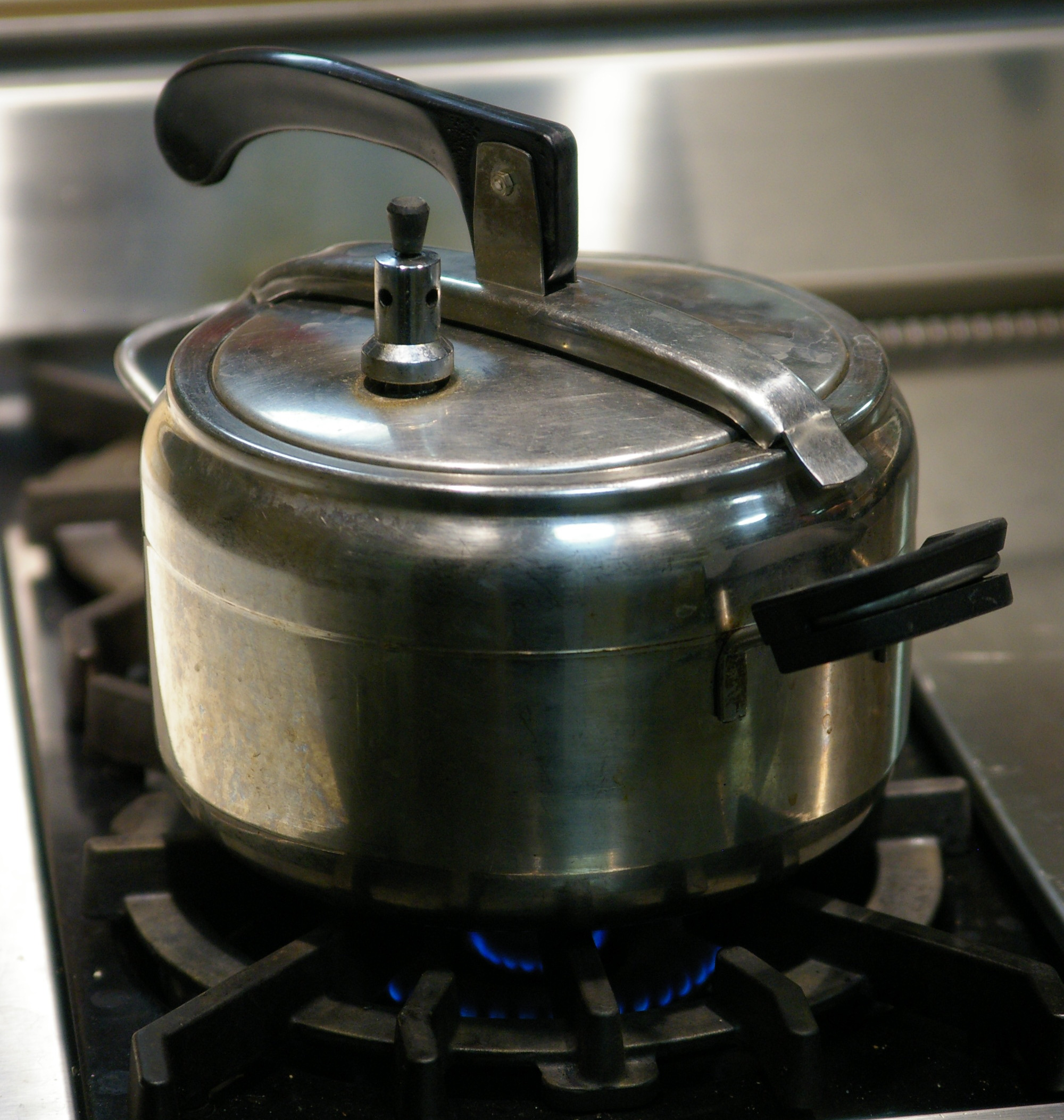
В скороварках используется перегретая вода, в которой пища готовится быстрее, чем в кипящей воде.

Перегре́тая вода́ представляет собой жидкую воду под давлением при температуре от обычной точки кипения 100 °C (212 °F) и до критической температуры, 374 °C (705 °F). Она также известна как «докритическая вода» или «горячая вода под давлением». Перегретая вода стабильна из-за избыточного давления, повышающего температуру кипения, или при нагревании в герметичном сосуде с наддувом, где жидкая вода находится в равновесии с паром при давлении насыщенного пара. Это отличается от использования термина «перегретая жидкость», применяемого для обозначения воды при атмосферном давлении выше её нормальной точки кипения, — которая не закипела из-за отсутствия центров зародышей пара (иногда возникает при нагревании жидкостей в микроволновой печи).
Многие аномальные свойства воды обусловлены очень сильными водородными связями. В диапазоне температур перегрева водородные связи разрываются, изменяя свойства больше, чем обычно ожидается при повышении температуры. Вода становится менее полярной и ведёт себя как органический растворитель, такой как метанол или этанол. Растворимость органических материалов и газов увеличивается на несколько порядков, а сама вода может выступать в качестве растворителя, реагента и катализатора в промышленных и аналитических приложениях, включая экстракцию, химические реакции и очистку.

## Изменение свойств с температурой
Все материалы меняются в зависимости от температуры, но перегретая вода претерпевает большие изменения, чем можно было бы ожидать, исходя только из соображений температуры. Вязкость и поверхностное натяжение капли воды, а также коэффициент диффузии увеличиваются с повышением температуры. Самоионизация воды увеличивается с температурой, а pKw воды при температуре 250 °C ближе к 11, чем более знакомые 14 при 25°С. Это означает, что концентрация иона гидроксония (H3O+) и концентрация гидроксида (OH−) увеличиваются, в то время как рН остаётся нейтральным. Удельная теплоёмкость при постоянном давлении также увеличивается с температурой: от 4,187 кДж/кг при 25 °С до 8,138 кДж/кг при 350 °С. Существенное влияние на поведение воды при высоких температурах оказывает уменьшение диэлектрической проницаемости (относительной диэлектрической проницаемости).

## Объяснение аномального поведения
Вода представляет собой полярную молекулу, в которой центры положительного и отрицательного заряда разнесены; поэтому молекулы будут выравниваться с электрическим полем. Обширная сеть водородных связей в воде имеет тенденцию противодействовать этому выравниванию, и степень выравнивания измеряется относительной диэлектрической проницаемостью. Вода имеет высокую относительную диэлектрическую проницаемость около 80 при комнатной температуре; потому что сдвиги полярности быстро передаются через сдвиги в ориентации связанных водородных связей. Это позволяет воде растворять соли, поскольку электрическое поле притяжения между ионами уменьшается примерно в 80 раз. Тепловое движение молекул разрушает сеть водородных связей при повышении температуры; поэтому относительная диэлектрическая проницаемость уменьшается с температурой примерно до 7 при критической температуре. При температуре 205 °C относительная диэлектрическая проницаемость падает до 33, как и у метанола при комнатной температуре. Таким образом, вода ведёт себя как смесь «вода-метанол» между 100°С и 200°С. Разрыв протяжённых водородных связей позволяет молекулам двигаться более свободно (эффекты вязкости, диффузии и поверхностного натяжения), и для разрыва связей требуется дополнительная энергия (повышенная теплоёмкость).

## Растворимость

### Органические соединения
Органические молекулы часто демонстрируют резкое увеличение растворимости с температурой, отчасти из-за описанных выше изменений полярности, а также из-за того, что растворимость труднорастворимых материалов имеет тенденцию к увеличению с температурой, поскольку они имеют высокую энтальпию растворения. Таким образом, материалы, обычно считающиеся «нерастворимыми», могут стать растворимыми в перегретой воде. Например, растворимость ПАУ увеличивается на 5 порядков при нарастании температуры с 25°С до 225°С и нафталин, например, образует 10 % масс. раствор в воде при 270 °C, а растворимость пестицида хлороталонила в зависимости от температуры показана в таблице ниже.
| Т (°С) | Мольная доля |
| ------ | ------------ |
| 50     | 5,41 х 10 −8 |
| 100    | 1,8 х 10 −6  |
| 150    | 6,43 х 10-5  |
| 200    | 1,58 х 10 −3 |

Таким образом, перегретая вода может использоваться для обработки многих органических соединений со значительными экологическими преимуществами по сравнению с использованием обычных органических растворителей.

### Соли
Несмотря на уменьшение относительной диэлектрической проницаемости, многие соли остаются растворимыми в перегретой воде до тех пор, пока не будет достигнута критическая точка. Хлорид натрия, например, растворяется при 37 мас.% при 300 °C По мере приближения к критической точке растворимость заметно падает до нескольких частей на миллион, и соли практически не растворяются в сверхкритической воде. Растворимость некоторых солей снижается при повышении температуры, но такое поведение встречается реже.

### Газы
Обычно считается, что растворимость газов в воде уменьшается с температурой, но это происходит только до определённой температуры, а затем снова увеличивается. Для азота этот минимум равен 74°С, а для кислорода 94 °C. Газы растворяются в перегретой воде при повышенном давлении. При температуре выше критической, вода полностью смешивается со всеми газами. Повышение растворимости кислорода, в частности, позволяет использовать перегретую воду для процессов мокрого окисления.

## Коррозия
Перегретая вода может быть более агрессивной, чем вода при обычной температуре и при температуре выше 300°С. В зависимости от других растворённых компонентов, могут потребоваться специальные коррозионностойкие сплавы. Непрерывное использование труб из углеродистой стали в течение 20 лет при температуре 282 °C происходит без значительной коррозии, а элементы из нержавеющей стали показали лишь незначительный износ после 40-50 использований при температурах до 350 °С. Степень коррозии, которую можно допустить, зависит от сферы использования, и даже коррозионностойкие сплавы могут, в конечном итоге, выйти из строя. Коррозия U-образной трубки из инконеля в теплообменнике послужила причиной аварии на атомной электростанции. Таким образом, для периодического или экспериментального использования обычных марок нержавеющей стали, вероятно, будет достаточно (при постоянном контроле), — но для критических применений и деталей, которые трудно обслуживать, необходимо проявлять особую тщательность при выборе материалов.

## Влияние давления
При температуре ниже 300 °C вода довольно несжимаема, а это означает, что давление мало влияет на физические свойства воды, если оно достаточно для поддержания жидкого состояния. Это давление определяется давлением насыщенных паров, и его можно найти в таблицах пара или рассчитать. Ориентировочно давление насыщенного пара при 121°С 200 кПа, 150 °С при 470 кПа и 200 °С при 1550 кПа. Критическая точка 21,7 МПа при температуре 374 °C, выше которого вода становится сверхкритической, а не перегретой. При температурах выше порядка 300 °C, вода начинает вести себя как жидкость, близкая к критической, а физические свойства, такие как плотность, начинают более значительно меняться с давлением. Однако, более высокое давление увеличивает скорость экстракции с использованием перегретой воды ниже 300°С. Это может быть связано с воздействием на субстрат, особенно растительные материалы, а не с изменением свойств воды.

## Расход энергии
Энергия, необходимая для нагрева воды, значительно ниже, чем необходимая для её испарения, например, для перегонки с водяным паром, и эту энергию легче утилизировать с помощью теплообменников. Потребность в энергии можно рассчитать по паровым таблицам. Например, чтобы нагреть воду от 25 °C до пара при 250 °С, 1 сосуд требует 2869 кДж/кг. Чтобы нагреть воду от 25 °C в жидкую воду температурой 250 °С при 5 МПа, требуется всего 976 кДж/кг. Также возможно регенерировать большую часть тепла (скажем, 75 %) из перегретой воды, и поэтому потребление энергии для экстракции перегретой воды составляет менее одной шестой энергии, необходимой для дистилляции с паром. Это также означает, что энергии, содержащейся в перегретой воде, недостаточно для испарения воды при декомпрессии. В приведённом выше примере, только 30 % воды будет преобразовано в пар при декомпрессии с 5 МПа к атмосферному давлению.

## Экстракция
Экстракция с использованием перегретой воды имеет тенденцию быть быстрой, поскольку скорость диффузии увеличивается с температурой. Растворимость органических материалов увеличивается с температурой, но не с одинаковой скоростью. Например, при экстракции эфирных масел из розмарина и кориандра более ценные оксигенированные терпены извлекались гораздо быстрее, чем углеводороды. Таким образом, экстракция перегретой водой может быть как селективной, так и быстрой, и её использовали для фракционирования твёрдых частиц дизельного топлива и древесного дыма. Перегретая вода используется в коммерческих целях для извлечения крахмального материала из корня алтея для ухода за кожей и для удаления низких уровней металлов из термостойкого полимера.
Для аналитических целей, перегретая вода может заменить органические растворители во многих приложениях, например, при экстракции ПАУ из почв, а также может использоваться в больших масштабах для восстановления загрязнённых почв путём либо только экстракции, либо экстракции, связанной со сверхкритическим или влажным окислением.

## Реакции
Перегретая вода вместе со сверхкритической водой использовалась для окисления опасных материалов в процессе мокрого окисления. Органические соединения быстро окисляются без образования токсичных материалов, иногда образующихся при сжигании. Однако, когда уровень кислорода ниже, органические соединения могут быть достаточно устойчивыми в перегретой воде. Поскольку концентрация гидроксония (H3O+) и гидроксид (OH−) ионов в 100 раз больше, чем в воде при температуре 25 °C, перегретая вода может действовать как более сильная кислота и более сильное основание, таким образом, можно проводить множество различных типов реакций. Примером селективной реакции является окисление этилбензола до ацетофенона без признаков образования фенилэтановой кислоты или продуктов пиролиза. Несколько различных типов реакций, в которых вода выступала в качестве реагента, катализатора и растворителя, были описаны Аланом Катрицки (англ.: Katritzky et al). Триглицериды могут гидролизоваться до свободных жирных кислот и глицерина перегретой водой при 275°С, который может быть первым в двухэтапном процессе производства биодизеля. Перегретую воду можно использовать для химического превращения органического материала в топливные продукты. Это известно под несколькими терминами, включая прямое гидротермальное сжижение и водный пиролиз. Существует несколько приложений коммерческого масштаба. Термическая деполимеризация или термическая конверсия (TCC) использует перегретую воду при температуре около 250°С для преобразования отходов индейки в лёгкое жидкое топливо и, как сообщается, промышленная установка перерабатывает 200 тонн низкосортных отходов в жидкое топливо в день. Исходный продукт реакции гидролиза обезвоживается и далее перерабатывается путём сухого крекинга при температуре 500°С. Процесс «SlurryCarb», управляемый EnerTech, использует аналогичную технологию для декарбоксилирования влажных твёрдых биоотходов, которые затем могут быть физически обезвожены и использованы в качестве твёрдого топлива, называемого E-Fuel. Завод в Риальто способен перерабатывать 683 тонны отходов в день. Процесс HTU или Hydro Thermal Upgrade похож на первый этап процесса TCC. В Нидерландах должна быть запущена демонстрационная установка, способная перерабатывать 64 тонны биомассы (в сухом состоянии) в день в масло.

## Хроматография
В ВЭЖХ с обращённой фазой в качестве подвижной фазы часто используются смеси метанола и воды. Поскольку полярность воды охватывает тот же диапазон от 25 до 205 °C, можно использовать температурный градиент для осуществления аналогичного разделения, например, фенолов. Использование воды позволяет использовать пламенно-ионизационный детектор (ПИД), который дает выходной сигнал, чувствительный к массе, практически для всех органических соединений. Максимальная температура ограничена той, при которой стационарная фаза стабильна. Связанные фазы C18, которые обычно используются в ВЭЖХ, по-видимому, стабильны при температурах до 200°С, что намного выше, чем у чистого кремнезёма, и полимерные стирол-дивинилбензольные фазы обладают сходной температурной стабильностью. Вода также совместима с использованием ультрафиолетового детектора до длины волны 190 нм.